# 'otai
 (décembre 2022).
Le ʻotai ou Ootai est une boisson originaire de la Polynésie occidentale, généralement servie comme accompagnement rafraîchissant de grands repas.
Cette boisson est surtout associée à la cuisine des Tonga, bien que des versions similaires de ʻotai aient été fabriquées et appréciées dans d'autres archipels, notamment aux Samoa, à Futuna, aux Tokelau, aux Tuvalu et à Niue.  

## Version originelle
La version originale samoane, telle qu'enregistrée par les colons européens dans les années 1890, était préparée en mélangeant de l'ambarella râpé (appelés vi en samoan et en tongien, wi en hawaïen), de la pulpe de noix de coco fraîche, du lait de coco et de l'eau de coco. Le mélange était versé dans de grandes coquilles de noix de coco vides, bouchées avec de l'écorce de noix de coco, et laissé refroidir dans des bassins d'eau froide (ou derrière des chutes d'eau) avant d'être servi.

## Version moderne des Tonga
La recette moderne tongienne la plus connue est généralement un mélange d'eau, de chair de noix de coco râpée et de diverses variétés de fruits tropicaux râpés, le plus souvent de la pastèque, de la mangue et de l'ananas, la pastèque étant la plus utilisée aux Tonga. Du sucre est généralement ajouté.
Les historiens tongiens pensent que cette recette est une version très moderne du ʻotai polynésien traditionnel, en particulier parce que le sucre, les pastèques, les mangues et les ananas sont tous des ingrédients introduits, non originaires des Tonga.
La recette originale tongienne serait identique à la recette samoane, sauf que le fruit indigène privilégié n'était pas l'ambarella (vi), mais le jambosier rouge, appelé fekika. Aux Samoa, cette distinction entre recettes indigènes et introduites est claire car ʻotai ne fait référence qu'à la boisson préparée avec des fruits vi, tandis que les boissons à base de fruits introduits par les Européens sont respectivement appelés vai meleni (boisson à la pastèque), vai mago (boisson à la mangue) ou vai fala (boisson à l'ananas).